# 피터 톰슨 (골프 선수)
피터 윌리엄 톰슨(영어: Peter William Thomson, AO, CBE, 1929년 8월 23일 ~ 2018년 6월 20일)은 오스트레일리아의 골프 선수이다. 디 오픈 챔피언십 5회 우승자이다.
1985년 오스트레일리아 스포츠 명예의 전당에, 1988년 세계 골프 명예의 전당에 올랐다.

## 우승 경력

### PGA 투어
| 범례                |
| 메이저 챔피언십 (5) |
| 기타 PGA 투어 (1)   |

| No. | 일시           | 대회                   | 타수            | par | 타수차     | 2위                                   |
| --- | -------------- | ---------------------- | --------------- | --- | ---------- | ------------------------------------- |
| 1   | 1954년 7월 9일 | 디 오픈 챔피언십       | 72-71-69-71=283 | −9  | 1 스트로크 | 보비 로크, 다이 리스, 시드 스콧       |
| 2   | 1955년 7월 8일 | 디 오픈 챔피언십       | 71-68-70-72=281 | −7  | 2 스트로크 | 존 팰런                               |
| 3   | 1956년 6월 4일 | 텍사스 인터내셔널 오픈 | 67-68-69-63=267 | −13 | 플레이오프 | 진 리틀러, 케리 미들코프              |
| 4   | 1956년 7월 6일 | 디 오픈 챔피언십       | 70-70-62-74=286 | +2  | 3 스트로크 | 플로리 판 동크                        |
| 5   | 1958년 7월 5일 | 디 오픈 챔피언십       | 33-72-67-73=278 | −6  | 플레이오프 | 데이브 토머스                         |
| 6   | 1965년 7월 9일 | 디 오픈 챔피언십       | 74-68-72-71=285 | −3  | 2 스트로크 | 브라이언 허겟, 크리스티 오코너 시니어 |

## 서훈
- 1957년 대영 제국 훈장 5등급(MBE)[4]
- 1980년 대영 제국 훈장 3등급(CBE)[1]
- 2001년 오스트레일리아 훈장 오피서(AO)